# Rosenergoatom

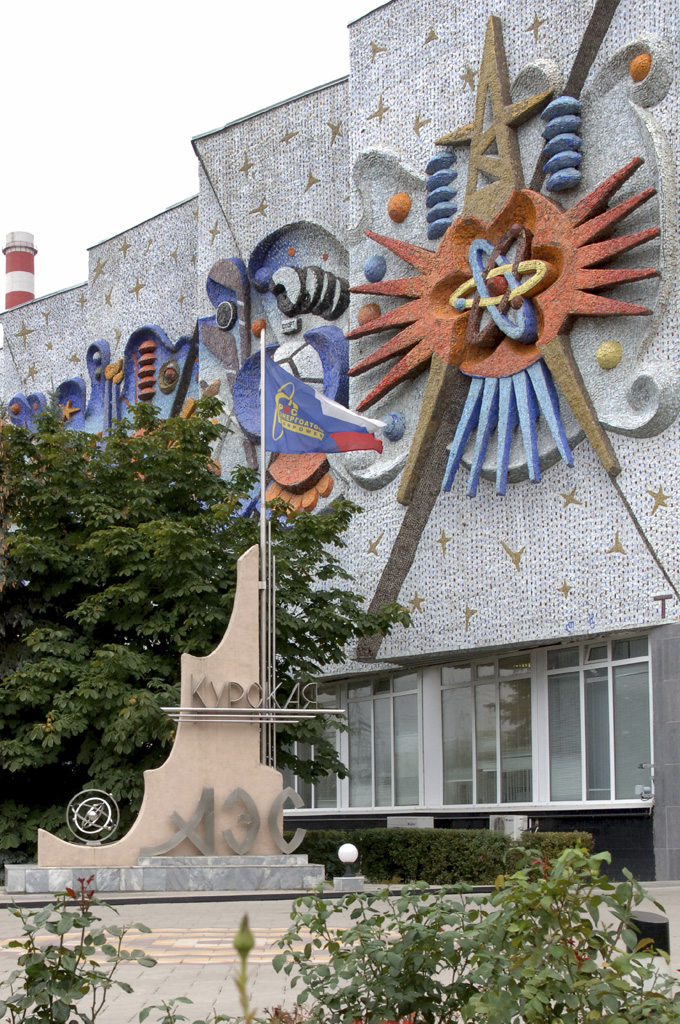
Gevel kerncentrale Koersk

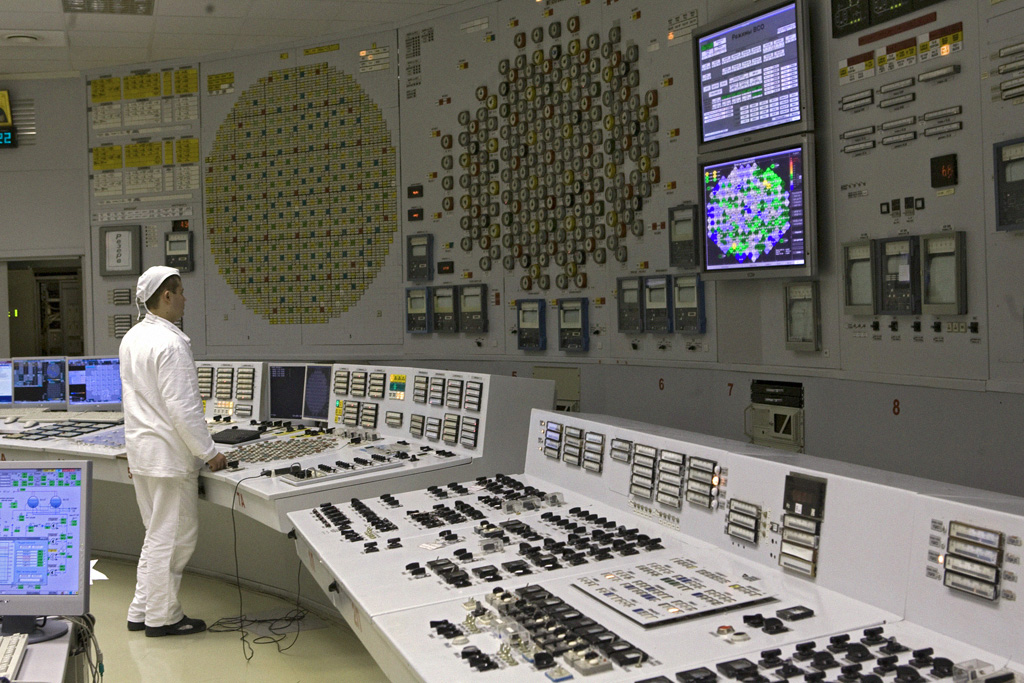
Controlekamer kerncentrale Leningrad

Rosenergoatom (Russisch: Росэнергоатом) is het Russische staatsatoomagentschap, dat de tien kerncentrales van Rusland beheert. Het bedrijf was onderdeel van het Russische Rosatom en is nu deel van Atomenergoprom.

## Oprichting
Rosenergoatom werd opgericht als een vereniging op 7 september 1992, na het uiteenvallen van de Sovjet-Unie. In de Sovjettijd was het de 27e afdeling van het Sovjet-atoomenergieministerie, dat verantwoordelijk was voor het toezicht op de bouw en het in bedrijf houden van de kerncentrales. In 1992 werd de kerncentrale Leningrad (Sosnovy Bor) geprivatiseerd, maar op 8 september 2001 werd de kerncentrale tot onderdeel van Rosenergoatom gemaakt, waar toen ook alle ondersteunende bedrijven onder kwamen te vallen.
Op 19 januari 2007 werd naar voorbeeld van Gazprom de holding Atomenergoprom opgericht door de Russische staat, waaronder alle civiele nucleaire (energie)bedrijven kwamen te vallen inclusief Rosenergoatom, splijtstofproducent en -leverancier TVEL, uraniumhandelsbedrijf Techsnabeksport (Tenex) en het bouwbedrijf van kernenergie-installaties Atomstrojeksport kwamen te vallen.

## Activiteiten
Rosenergoatom is na het Franse EDF de grootste producent van elektriciteit met behulp van nucleaire installaties. EDF is ongeveer tweemaal groter dan Rosenergoatom zowel wat capaciteit als opgewekte elektriciteit betreft. Korea Hydro and Nuclear Power staat op plaats drie van de wereldranglijst.
Binnen Rusland produceerde het bedrijf ongeveer 19% van alle elektriciteit in 2018. Alleen Gazprom Energoholding en RusHydro zijn groter. Er werken zo'n 34.000 mensen voor het bedrijf.
Rosenergoatom had per jaareinde 2018 de beschikking over 10 kerncentrales met in totaal 37 kernreactoren. Het totaal opgesteld vermogen was zo'n 30.000 MW:

### Kernreactoren
- 20 drukwaterreactoren (VVER):
  - 5 van het type VVER-440
  - 13 van het type VVER-1000
  - 2 van het type VVER-1400
- 15 grafietgemodereerde reactoren:
  - 11 van het type RBMK-1000
  - 4 van het type EGP-6
- 2 snelle kweekreactoren:
  - 1 van het type BN-600
  - 1 van het type BN-800

Het getal achter de type-aanduiding geeft het vermogen per reactor aan. De EGP-6 reactor heeft een bescheiden capaciteit van 12 megawatt (MW) en de BN-800 reactor een vermogen van 885 MW.
Tot de nieuwbouw plannen behoren een reactortype VVER-1400 voor de kerncentrale Novovoronezj, een vergelijkbare reactor voor kerncentrale Leningrad en twee VVER-reactoren voor de kerncentrale Koersk. Voor afgelegen moeilijk bereikbare plaatsen is een nieuw concept ontwikkeld; de drijvende kerncentrale. Het eerste exemplaar, de Akademik Lomonosov, is in december 2019 aangesloten op het elektriciteitsnetwerk. 

### Lijst van kerncentrales
- Kerncentrale Balakovo (Балаковская АЭС)
- Kerncentrale Belojarsk (Белоярская АЭС)
- Kerncentrale Bilibino (Билибинская АЭС)
- Kerncentrale Volgodonsk/Rostov (Волгодонская/Ростовская АЭС)
- Kerncentrale Kalinin (Калининская АЭС)
- Kerncentrale Kola (Кольская АЭС)
- Kerncentrale Koersk (Курская АЭС)
- Kerncentrale Leningrad (Ленинградская АЭС)
- Kerncentrale Novovoronezj (Нововоронежская АЭС)
- Kerncentrale Smolensk (Смоленская АЭС)

Hiernaast bestaan er nog een aantal kernreactoren voor testdoeleinden, die niet onder Rosenergoprom vallen. Dit zijn de ADE-4 en ADE-5 van het kerncomplex Sibirskaja bij Seversk (moesten worden gesloten in 2008). De 8 kernreactoren van Majak en 's werelds eerste kerncentrale bij Obninsk zijn al eerder gesloten.

## Overige onderdelen
Tot Rosenergoatom behoren verder de volgende bedrijven uit de kernenergie-industrie (tussen haakjes de locatie):
- Atomenergoremont (Mytisjtsji)
- Atomenergosaptschast (Novovoronezj)
- Atomremmesch (Koertsjatov)
- Balakovotoerboatom Energoremont (Balakovo)
- Energija (Moskou)
- Koersktoerboatomenergoremont (Koertsjatov)
- Rosenergo
- Rosenergostroj
- Sojoezatomenergo (Mytisjtsji)

## Toekomst
In 2007 werd begonnen met de bouw van nieuwe kernreactoren als onderdeel van een staatsproject om het aandeel elektriciteit dat door kerncentrales wordt verkregen te verhogen van 17% in 2006 naar 23% in 2020 en 25% in 2030.
In april 2009 werden de plannen naar beneden bijgesteld als een gevolg van een lagere vraag naar elektriciteit en financiële problemen. In juli 2012 werd het doel gesteld van 30,5 GW aan opgesteld vermogen voor 2020.
In maart 2011 keurde de Staatsdoema het plan goed voor de bouw van twee reactoren bij de kerncentrale Koersk. De eenheden kwamen in 2020 en 2023 in gebruik. De nieuwe capaciteit is deels nodig om de geplande sluiting van een oude RBMK reactor te compenseren.
In de meest recente lange termijn plannen van de overheid staat een aandeel voor de kerncentrales in 2030 van 25-30% in de nationale elektriciteitsproductie, dit moet verder stijgen naar 45-50% in 2050 en 70-80% tegen het einde van de 21 eeuw.